# Satoshi Koga
Satoshi Koga (古賀 聡, Koga Satoshi) est un footballeur japonais né le 12 février 1970. Il évoluait au poste de milieu de terrain.